# Islam-Beka Al'biev
Islam-Beka Said-Cilimovič Albiyev (in russo Ислам-Бека Саид-Цилимович Альбиев?; Groznyj, 28 dicembre 1988) è un lottatore russo nella categoria 65 kg, categoria in cui si è laureato campione olimpico ai Giochi della XXIX Olimpiade di Pechino.

## Palmarès
- Giochi olimpici

Pechino 2008: oro nella categoria fino a 65 kg.
- Mondiali

Herning 2009: oro nella categoria fino a 65 kg.
Budapest 2013: argento nella categoria fino a 65 kg.
- Europei

Vilnius 2009: oro nella categoria fino a 65 kg.
Riga 2016: oro nella categoria fino a 66 kg.
- Universiade

Kazan' 2013: argento nella categoria fino a 66 kg.